# Барнс, Джеймс
Джеймс Барнс (англ. James Barnes) (28 декабря 1801 — 12 февраля 1869) — американский военный и железнодорожный инженер, генерал армии Союза во время Гражданской войны в США. Командовал дивизией во время битвы при Геттисберге.

## Ранние годы
Барнс родился в Бостоне. Он поступил сначала в бостонскую Латинскую школу, а в 1825 году поступил в военную академию Вест-Пойнт и учился в одном классе с будущим генералом Робертом Ли. Он окончил академию 5-м по успеваемости в выпуске 1829 года и был определён вторым лейтенантом в 4-й артиллерийский полк.
С августа 1829 по август 1830 Барнс преподавал в Вест-Пойнте французский язык, затем до 1832 года служил в форте Мак-Генри в Мериленде, в 1832 году участвовал в войне Чёрного ястреба (не принимая активного участия в боевых действиях), с 1832 по 1833 служил в гарнизоне чарльстонской гавани, в форте Монро в 1833 (вместе с Робертом Ли), а с ноября 1833 по июль 1836 года снова служил в Вест-Пойнте, на этот раз преподавателем пехотной тактики.
30 июня 1836 года Барнс получил звание первого лейтенанта.
Ещё в 1832 году Барнс женился на Шарлотт Эдамс Сэнфорд, сестре Джона Сэндфорта. Когда у него родился второй сын (Джон Сэндфорд Барнс), он решил покинуть военную службу и 31 июля подал в отставку. Барнс стал военным инженером на железной дороге Western Railroad (1832—1842), а с 1842 по 1848 являлся её главным инженером и супернитендантом. Он был также главным инженером дороги Seaboard and Roanoke Railroad (Норфолк-Велдон) с 1848 по 1852 а также участвовал в строительстве дороги Watertown and Rome Railroad. Так же возглавлял железные дороги: Sackett’s Harbor and Ellisburg Railroad (1852 ‑ 1854), Buffalo, Corning, and New York Railroad (1852 ‑ 1854), и Potsdam and Watertown Railroad (1853 ‑ 1857).

## Гражданская война
26 июля 1861 года Барнс вернулся в армию и стал полковником 18-го Массачусетского пехотного полка. Его полк был включён в Потомакскую армию (в бригаду Мартиндейла), а в марте 1862 года отправлен на вирджинский полуостров, но в боях задействован не был. Полк Барнса числился в бригаде Мартиндейла, в составе дивизии Морелла, в III корпусе Потомакской армии, но использовался в основном для тыловой службы. 10 июля, после сражения при Малверн-Хилл бригадный генерал Мартиндейл был отстранен от командования и его бригаду передали Барнсу. На тот момент бригада Бэрнса состояла из семи пехотных полков:
- 2-й Мэнский пехотный полк, полковник Чарльз Робертс
- 18-й Массачусетский пехотный полк, майор Джозеф Хайес
- 22-й Массачусетский пехотный полк, полковник Джессе Грове
- 32-й Массачусетский пехотный полк, полковник Фрэнсис Паркер
- 1-й Мичиганский пехотный полк, полковник Хорас Робертс
- 13-й Нью-Йоркский пехотный полк, полковник Элиша Маршалл[англ.]
- 25-й Нью-Йоркский пехотный полк, полковник Чарльз Джонсон

По неизвестной причине Барнс отсутствовал во время второго сражения при Булл-Ран, и его бригадой командовали другие офицеры. Он вернулся в бригаду во время Мэрилендской кампании и присутствовал на поле боя во время сражения при Энтитеме, хотя его бригада в бой введена не была. И только 20 сентября Барнс впервые принял участие в сражении: V корпусу было приказано перейти Потомак и атаковать отступающую армию генерала Ли. Это привело к сражению при Шепардстауне, где бригада Барнса потеряла 200 человек убитыми и 100 человек пленными.
В декабре бригада Барнса участвовала в сражении при Фредериксберге, где была задействована во время последних атак на позиции южан на высотах Мари. Барнс потерял 500 человек в безрезультатных атаках, но при этом отличился сам, так что его командир отметил в рапорте его «спокойствие, энергичность и выдающиеся способности».
4 апреля 1863 года Барнс получил звание бригадного генерала добровольческой армии (датированное 29 ноября 1862).
В мае, во время сражения при Чанселорсвилле, бригада Барнса не была задействована, но в ходе сражения выбыл из строя по болезни дивизионный командир Чарльз Гриффин, и 5 мая Барнс принял командование 1-й дивизией V корпуса.
Когда началась Геттисбергская кампания V корпус был отправлен на север в Мэриленд, а 21 июня дивизия Барнса была вызвана для поддержки кавалерии Плезантона во время сражения при Аппервиле, но не была введена в бой. Дивизия Барнса пришла к Геттисбергу утром 2 июля, на второй день сражения, первой из дивизий V корпуса. Когда началось наступление дивизий Лонгстрита на позиции III федерального корпуса, бригада Де Тробриана попала в сложное положение на Каменистом Холме, поэтому генерал Сайкс отправил бригады Барнса на помощь Де Тробриану. Бригада Винсента по пути была перенаправлена на защиту высоты Литл-Раунд-Топ, а бригады Тилтона и Швейцера прибыли к Каменистому Холму, хотя и неизвестно, в какой момент сражения. Если она подошла к моменту первой атаки джорджианской бригады Андерсона, то она в любом случае не участвовала в её отражении.
В это время бригада Тилтона насчитывала 654 человека в трёх полках, а бригада Швейцера — 1010. Бригада Швейцера заняла фронт от Каменистого холма до Уитфилдской дороги, а бригада Тилтона встала под углом, удлинив правый фланг бригады Де Тробриана. И Тилтона и Барнса смущало то, что правее их дивизии остаётся пустое пространство. Барнс сообщил об этом Сайксу, но без последствий.
В это время началось сражение за Персиковый сад и южнокаролинская бригада Кершоу подошла к Каменистому Холму, и одновременно возобновила атаку бригаду Андерсона. Барнс по какой-то причине развернул два полка Швейцера влево, фронтом к джорджианцам, отчего только увеличил разрыв между частями на Холме и Персиковым садом. Когда бригада Кершоу стала выходить в тыл дивизии, Барнс приказал бригадам отойти назад, через поле Уитфилд, за Уитфилдскую дорогу и занять позицию на южной и западной окраине леса Тростл-Вуд. Отход был осуществлён в хорошем порядке и на новой позиции Барнс поздравил своих людей с хорошо выполненным манёвром.
Однако, Барнс отвёл бригады без приказа вышестоящего командования и без уведомления генерала До Тробриана, что вынудило отступить в свою очередь и бригаду Де Тробриана. Это вызвало ряд обвинений в адрес Барнса, а 18 марта 1864 года в газетах появился рассказ о том, как Барнс приказал отступить, а на приказ Сайкса вернуться, якобы ответил: «Нет, это невозможно. Там слишком горячо, мои люди не выдержат этого».
Отступив в лес Тростл-Вуд, бригады Барнса остались на этой позиции и он сам оставался при бригадах, и был ранен. На следующий день, 3 июля, прибыл генерал Гриффин, чтобы принять у Барнса командование дивизией, но принял командование только 4 июля. По одной версии, он сказал: «Вы начали сражение с этой дивизией и вы должны с ней его закончить».
После выздоровления Барнс до конца войны служил на гарнизонной службе в Вирджинии и Мэриленде. В частности, в его ведомстве находился лагерь военнопленных в Пойнт-Лукаут. 15 января 1866 года он оставил добровольческую армию. 13 января того года президент Эндрю Джексон номинировал его к присвоению почётного временного звания генерал-майора и 12 марта Сенат утвердил звание задним числом от 13 марта 1865 года.

## Послевоенная деятельность
После войны Барнс вернулся к профессии железнодорожного инженера и был членом комиссии, которая контролировала строительство Union Pacific Railroad. Он умер в Спрингфилде (Массачусетс) и был похоронен на кладбище Спрингфилд-Семетери.